# GitBucket
GitBucketとは、オープンソースにて開発されているGitをインターネット上で管理するプラットフォームである。
ソースコードはApache License Version 2.0 のもと公開・開発されている。GitHubと異なり、個人が所有する環境にインストール可能であることが特徴。

## バージョン履歴
| ver | 公開日        |
| --- | ------------- |
| 4.0 | 2016年4月30日 |
| 3.0 | 2015年3月3日  |
| 2.0 | 2014年5月31日 |
| 1.0 | 2013年7月5日  |